# Бактериемия
Бактериемия (от др.-греч. βακτηρία — бактерия и αἷμα — кровь) — наличие бактерий в крови. Обычно считается, что в норме кровь стерильна, и обнаружение бактерий в крови (обычно при помощи посева крови) может свидетельствовать о патологии. Существуют, однако, исследования, подтверждающие наличие бактерий в крови здорового человека.
Бактериемия имеет место при чуме, туляремии, сибирской язве, брюшном тифе, укусах животных, а также при многочисленных риккетсиозах, спирохетозах, желтой лихорадке и др.
Наличие циркулирующих в крови бактерий является серьёзным осложнением инфекций (таких как пневмония и менингит), операций (особенно включающих в себя работу со слизистыми, такими как желудочно-кишечный тракт), катетеризации или попадания инородных тел в артерии или вены (включая внутривенные инфекции, особенно при приёме наркотиков), а также посредством кровососущих членистоногих (вши, комары, москиты, клещи).
Бактериемия может вызвать несколько серьёзных последствий. Иммунный ответ на бактерии может вызвать сепсис и септический шок, с высокой вероятностью смерти. Бактерии могут использовать кровь для распространения по организму (гематогенное распространение), вызывая вторичные очаги инфекции на значительном удалении от первичного очага инфицирования. Примером может быть эндокардит и остеомиелит.
Бактериемия делает возможной передачу бактериальных инфекций трансмиссивным путём.
При бактериемии показано лечение антибиотиками и другими противомикробными препаратами.

## Педиатрия
Факторами риска при бактериемии в детском возрасте являются следующие:
- возраст больного ребёнка до 36 месяцев
- температура 39,5°С и выше
- лейкоциты 15000 в мкл (15⋅109/л) и выше, или 5000 в мкл (5⋅109/л) и ниже
- нейтрофильные гранулоциты 1500 в мкл (1,5⋅109/л) и выше
- скорость оседания эритроцитов 30 мм/ч и выше
- хронические заболевания
- клинические проявления (раздражимость, сонливость, токсические проявления)[5].

## Бактериемия лучевая
При воздействии на организм ионизирующих лучей и возникновении лучевой болезни, снижаются иммунологические защитные свойства, что приводит к высокой проницаемости биологических барьеров. Бактериемия развивается за счет микробов, находящихся в кишечнике, дыхательных путях, кожных покровах в естественном количестве.